# Petticoat Camp
Petticoat Camp er en amerikansk stumfilm fra 1912.